# Juul
Juul (укр. Джул) — бренд електронних сигарет з США, також присутній на ринках Канади, Британії, Ізраїлю та інших країн. В Україні — з липня 2019 року. Виробник — компанія Juul Labs, заснована 2017 року в Сан-Франциско. Компанія вважається одним з найбільших світових виробників систем споживання нікотину. Juul — найпопулярніший бренд електронних сигарет у США: у вересні 2018 року ринкові дослідження зафіксували охоплення понад 70 % відповідного ринку цієї країни. Компанією частково володіє Американський тютюновий холдинг Altria, частиною якого є також великий виробник тютюнової продукції Philip Morris. Ринкові аналітики вказують, що товари Juul за зовнішнім виглядом відрізняються від аналогів тим, що нагадують комп'ютерні USB-накопичувачі. При виробництві рідини для використовується власна формула на основі сольового нікотину.

## Історія
Першу модель електронних сигарет Juul компанія PAX Labs створила 2015 року. У 2017 році зі складу PAX Labs виділили Juul Labs. Засновники — Адам Боуен (Adam Bowen) та Джеймс Монзіс (James Monsees), колишні курці сигарет. Вони разом вивчали в Стенфордському університеті промисловий дизайн і на випускному курсі створили компанію Pax, в якій розробили пристрій Ploom. Нині (стан 2020 рік) Боуен працює в Juul Labs головним технологом, а Монзіс директором з якості продуктів.

## Пристрої
Juul відноситься до електронних сигарет, рідина для яких виробляється з використанням формули на основі сольового нікотину.
2015 року компанія отримала американський патент на свій спосіб отримання солей нікотину. За словами розробників, дана технологія дозволяє створити відчуття, найбільш наближені до паління звичайних сигарет у порівнянні з електронними сигаретами інших виробників. Кожен картридж, що називається «Juul pod», містить кількість нікотину, яка приблизно відповідає пачці сигарет і дозволяє зробити близько 200 затяжок. У США картридж містить 59 мг / мл нікотину, в Європейському Союзі цю кількість знижено до 20 мг / мл, що суттєво більше, ніж зазвичай у інших виробників. У серпні 2018 року Juul випустила картриджі двох смаків (м'ята і тютюн Вірджинія) з вмістом нікотину 35 мг / мл. Кожен картридж містить пропіленгліколь, гліцерин рослинного походження, ароматизатори і солі нікотину. Пристрої Juul за виглядом нагадують комп'ютерні  USB-накопичувачі («флешки») і заряджаються за допомогою USB-входу.
Рецензент Бен Реддінг (Ben Radding) з журналу Men's Fitness назвав пристрої Juul «айфонами в світі електронних сигарет», але уточнив, що до них «треба звикати». Порівняння з айфона робили і багато інших оглядачі.

## Позиціонування на ринку
У жовтні 2018 року дослідницька компанія Nielsen зафіксувала, що Juul зайняла 70-процентну частку ринку електронних сигарет в США  . З квітня 2018 року зростання становило 10%. Дані самої Juul від серпня 2018 р вказують, що 90% їхніх виробів продаються через магазини. Juul впроваджує стратегію міжнародних продажів.
Агентство Dow Jones VentureSource в липні 2018 р поставило Juul на шосте місце в списку найдорожчих стартапів у США. Її випередили такі проекти як Uber Technologies Inc. і Airbnb Inc. . Виручка Juul за 2018 рік перевищила 1 мільярд доларів. У 2017 році вона оцінювалася приблизно в 245 мільйонів доларів.
У травні 2018 почалися продажі в Ізраїлі. У липні того ж року оголошено початок роботи в Великій Британії - для цієї країни компанія трохи змінила назви продуктів і частки вмісту нікотину у відповідності до місцевих норм (20 мг / мл). У серпні Juul вийшла на ринок в Канаді й почала онлайн-продаж раніше, ніж в звичайних магазинах. В Україні — з липня 2019 року

## Маркетинг
Компанія націлена на людей, що хочуть кинути курити сигарети. У січні 2019 року Juul анонсувала рекламну кампанію на ТБ і радіо вартістю 10 млн дол .: в ній зроблено акцент на дорослих курців, а пристрої позиціонуються як товари для людей, які кидають звичайне куріння .